# Ossète
Cet article concerne la langue ossète. Pour le peuple ossète, voir Ossètes.
Pour l’article ayant un titre homophone, voir O7.
L'ossète (en ossète : ирон ӕвзаг, iron ævzag) est une langue appartenant au groupe iranien de la famille des langues indo-européennes. Il est parlé par le peuple ossète, vivant essentiellement dans le Caucase, et principalement en Ossétie (Ossétie du Nord-Alanie et Ossétie du Sud-Alanie), Géorgie.
L'ossète est constitué de deux dialectes, l'iron, qui est la langue littéraire, et le digor (en ossète Дигорон ӕвзаг, Digoron ævzag), parlé par environ 100 000 personnes. Tous deux sont écrits et enseignés.

## Phonétique et graphémique

### Écriture
Le texte ossète le plus ancien, qui remonte aux XIe – XIIe siècles, est écrit avec l'alphabet grec. Quant à l'ossète moderne, la première tentative pour developper un système d'écriture est effectué par Ioann Ialgoudziev (1775 – 1830), qui utilise un alphabet dérivé du khoutsouri (variante de l'écriture géorgienne). En 1798, est parue la première publication en ossète et ès graphèmes slaves, rédigée par deux ecclésiastiques et écrite parallèlement en russe et en ossète.
C'est Sjögren, membre de l'Académie des sciences de Russie, qui suggère pour la première fois un système d'écriture fondé sur l'alphabet cyrillique, tout en incluant des lettres supplémentaires en vue des spécificités phonétiques de la langue ossète. Néanmoins, depuis 1923 jusqu'à 1937, l'ossète s’écrit avec une variante de l’alphabet latin, avant que les lettres géorgiennes ne soient introduites en 1938 en Ossétie du Sud. Toutefois, de 1954, toute l'Ossétie utilise un alphabet unique dérivé du cyrillique.
| Lettre | А а | Ӕ ӕ   | Б б | В в     | Г г | (Гу гу) | Гъ гъ    | (Гъу гъу) | Д д | Дж дж   | Дз дз    | Е е       | Ё ё*     | Ж ж*  | З з     | И и   | Й й  | К к  | (Ку ку) | Къ къ | (Къу къу) | Л л  | М м  | Н н  | О о |
| API    | [ä] | [ɐ]   | [b] | [v]     | [ɡ] | [ɡʷ]    | [ʁ]      | [ʁʷ]      | [d] | [d͡ʒ]    | [z]~[d͡z] | [e]       | [ʲo]     | [j]   | [ʒ]~[z] | [i]   | [j]  | [k]  | [kʷ]    | [kʼ]  | [kʼʷ]     | [ɫ]  | [m]  | [n]  | [o] |
| Lettre | П п | Пъ пъ | Р р | С с     | Т т | Тъ тъ   | У у      | Ф ф       | Х х | (Ху ху) | Хъ хъ    | (Хъу хъу) | Ц ц      | Цъ цъ | Ч ч     | Чъ чъ | Ш ш* | Щ щ* | Ъ*      | Ь*    | Ы         | Э э* | Ю ю* | Я я* |     |
| API    | [p] | [pʼ]  | [r] | [ʃ]~[s] | [t] | [tʼ]    | [u], [w] | [f]       | [χ] | [χʷ]    | [q]      | [qʷ]      | [s]~[t͡s] | [t͡sʼ] | [t͡ʃ]    | [t͡ʃʼ] | [ʂ]  | [ɕ:] | (")     | (’)   | [ɘ]       | [ɛ]  | [ʲu] | [ʲa] |     |

## Syntaxe

### Cas
Selon sa fonction dans la proposition, le nom prend une forme grammaticale variable, dite cas. Il en existe dix en ossète,. Les désinences des cas suivent toujours le même modèle est tous les noms se déclinent pareillement, de type « agglutinant ».
| Cas            | Base en consonne (Singulier / Pluriel)                 | Base en voyelle (Singulier / Pluriel)                            |
| -------------- | ------------------------------------------------------ | ---------------------------------------------------------------- |
| Nominatif      | хур / хур-тӕ                                           | лӕппу / лӕппу-тӕ                                                 |
| Accusatif      | хур / хур-тӕ (indéterminé) хур-ы / хур-т-ы (déterminé) | лӕппу / лӕппу-тӕ (indéterminé) лӕппу-й-ы / лӕппу-т-ы (déterminé) |
| Génitif        | хур-ы / хур-т-ы                                        | лӕппу-й-ы / лӕппу-т-ы                                            |
| Datif          | хур-ӕн / хур-т-ӕн                                      | лӕппу-й-ӕн / лӕппу-т-ӕн                                          |
| Ablatif        | хур-ӕй / хур-т-ӕй                                      | лӕппу-й-ӕ / лӕппу-т-ӕ                                            |
| Allatif        | хур-мӕ / хур-т-мӕ                                      | лӕппу-мӕ / лӕппу-т-мӕ                                            |
| Locatif        | хур-ы / хур-т-ы                                        | лӕппу-й-ы / лӕппу-т-ы                                            |
| Adessif        | хур-ыл / хур-т-ыл                                      | лӕппу-й-ыл / лӕппу-т-ыл                                          |
| Comitatif      | хур-имӕ / хур-т-имӕ                                    | лӕппу-й-имӕ / лӕппу-т-имӕ                                        |
| Similatif (en) | хур-ау / хур-т-ау                                      | лӕппу-й-ау / лӕппу-т-ау                                          |

### Substantifs
Il n'y a pas de distinction de genres, et le substantif ne possède pas d'article.
мад « mère », бел « bêche »,

### Pronoms
- æз – je
- ды – tu
- уый – il, elle
- мах – nous
- сымах – vous
- уыдон – ils, elles

### Verbes
L'infinitif :
Il est caractérisé par le suffixe -ын.
бадын – ‘être assis’, барын – ‘peser’, дарын – ‘tenir’, амонын – ‘montrer’, амайын – ‘raboter’, ивын – ‘changer’, нæмын – ‘battre’
La base du présent correspond à la racine du verbe.
- кæнын « faire » кæн-
- дзурын « parler » дзур-
- кусын « travailler » кус-
- цæрын « vivre » цæр-
- хæрын « manger » хæр-

La base du passé se forme en ajoutant le suffixe -т- ou -д- à la racine du verbe.
- лас (ын) « mener » ласт
- дар (ын) « tenir » дард
- дас (ын) « raser » даст
- уар (ын) « aimer » уарзт
- æхгæн (ын) « fermer » æхгæд
- сай (ын) « tromper » сайд
- сид (ын) « appeler » сидт

La formation de la base du passé est souvent accompagnée d'une alternance vocalique æ/а :
- цæр (ын) « vivre » цард
- хæсс (ын) « porter » хаст
- фæрс (ын) « demander » фарст
- кæс (ын) « lire » каст
- тæх (ын) « voler » тахт
- сæй (ын) « être malade » сад

Ou bien au contraire : а/æ
- æмбар (ын) « comprendre » æмбæрст
- æййаф (ын) « rattraper » æййæфт
- араз (ын) « faire » арæзт
- æвнал (ын) « toucher » æвнæлд
- саф (ын) « perdre » сæфт

Autre alternance possible : æ/о
- кæн (ын) « faire » конд

и/ы
- фид (ын) « payer » фыст
- æрвит (ын) « envoyer » æрвыст

у/ы
- кус (ын) « travailler » куыст
- кур (ын) « demander » куырд
- кув (ын) « saluer » куывд
- дзур (ын) « parler » дзырд
- агур (ын) « chercher » агуырд

ау/ы
- стау (ын) « louer » стыд
- рæвдау (ын) « caresser » рæвдыд
- ардау (ын) « poursuivre » ардыд

æу/ы
- цæу (ын) « aller » цыд
- кæу (ын) « pleurer » куыд

о/ы
- зон (ын) « connaître » зынд
- хон (ын) « appeler » хуынд
- амон (ын) « montrer » амынд

zéro/а
- ст (ын) « se lever » стад
- сс (ын) « moudre » ссад
- æхс (ын) « laver » æхсад
- Quelques infinitifs.
- цæрын – vivre
- фæрсын – questionner
- æййафын – rattraper
- сафын – perdre
- комын – se soumettre
- æмбулын – gagner
- арауын – rôtir
- хилын – ramper
- хизын – faire paître
- тæрын – chasser
- кæрдын – couper
- хæссын – porter
- æмбарын – comprendre
- æвналын – toucher
- кæнын – faire
- æфтауын – ajouter
- сурын – rattraper
- здухын – tourner
- ризын – trembler
- æфсадын – rassasier
- сæттын – casser

### Numéraux
L'ossète possède deux types de numéraux : les nombres cardinaux et les nombres ordinaux. Dans un groupe nominal, les numéraux précèdent généralement le noyau, composant un groupe accentuel où l'accent tombe sur le numéral,.

## Vocabulaire
| Ossète  | Translittération | Français   |
| ------- | ---------------- | ---------- |
| мад     | mad              | mère       |
| кард    | kard             | couteau    |
| бал     | bal              | cerise     |
| арв     | arv              | ciel       |
| арм     | arm              | main       |
| кад     | kad              | bonheur    |
| бел     | bel              | bêche      |
| тел     | tel              | fil        |
| ердо    | erdo             | cheminée   |
| их      | ix               | glace      |
| хид     | xid              | pont       |
| ирд     | ird              | lumineux   |
| ивад    | ivad             | pâle       |
| ивар    | ivar             | punition   |
| ихдон   | ixdon            | eau glacée |
| мит     | mit              | neige      |
| бон     | bon              | jour       |
| ном     | nom              | nom        |
| ком     | kom              | bouche     |
| бын     | byn              | fond       |
| ныв     | nyv              | dessin     |
| рыг     | ryg              | poussière  |
| мыр     | myr              | bruit      |
| был     | byl              | lèvre      |
| курын   | kuryn            | poule      |
| дудын   | dudyn            | pensée     |
| кусын   | kusyn            | manger     |
| æмпулын | æmpulyn          | jambon     |
| дур     | dur              | gouvernail |
| уромын  | uromyn           | malin      |
| судзын  | sudzyn           | sac        |
| рувын   | ruvyn            | poignée    |
| курын   | kuryn            | demander   |
| бур     | bur              | jaune      |
| дур     | dur              | pierre     |
| дудын   | dudyn            | démanger   |
| уромын  | uromyn           | arrêter    |
| куыд    | kuyd             | comment    |
| куырой  | kuyroj           | moulin     |
| гуыдыр  | guydyr           | serrure    |
| хуыдон  | xuydon           | porcherie  |
| гуыбын  | guybyn           | ventre     |
| гуыбыр  | guybyr           | courbé     |
| гуырын  | guyryn           | naître     |
| куырд   | kuyrd            | forgeron   |
| куырм   | kuyrm            | aveugle    |
| уынг    | uyng             | rue        |
| уыдон   | uydon            | ils        |
| уынын   | uynyn            | voir       |
| уынд    | uynd             | vue        |
| уый     | uyj              | il, elle   |
| уаг     | uag              | nature     |
| уад     | uad              | course     |
| вихрь   | bixr'            | tempête    |
| уадул   | uadul            | joue       |
| уарын   | uaryn            | pluie      |
| уидыг   | uidyg            | cuillère   |
| уидаг   | uidag            | racine     |
| ауайын  | auajyn           | fuir       |
| кау     | kau              | haie       |
| нау     | nau              | navire     |
| хайуан  | xajuan           | animal     |
| буар    | buar             | corps      |